# Bảo tàng Sứ sống ở Ćmielów
Bảo tàng Sứ sống ở Ćmielów (tiếng Ba Lan: Żywe Muzeum Porcelany w Ćmielowie) là một bảo tàng tọa lạc tại số 243 phố Sandomierska, Ćmielów, Ba Lan. Bảo tàng này bố trí triển lãm bên trong khuôn viên của một nhà máy sứ tư nhân tên là AS Ćmielów. Bảo tàng hoạt động với tư cách là một chi nhánh của Trung tâm Đồ sứ Nghệ thuật. Bảo tàng chính thức mở cửa cho công chúng vào tháng 5 năm 2005.

## Hoạt động
Bảo tàng Sứ sống ở Ćmielów tổ chức một số cuộc triển lãm tiêu biểu sau đây:
- Một xưởng đồ gốm - giới thiệu lịch sử của gốm Ćmielów
- Hội trường nhà máy - trưng bày một lò nung gốm cao 22 mét
- Một cuộc triển lãm về quy trình sản xuất đồ sứ
- Ở đại sảnh có bộ sưu tập các tác phẩm điêu khắc đương đại bằng sứ. Tác giả của các tác phẩm điêu khắc này là Lubomir Tomaszewski, Henryk Jędrasiak, Hanna Orthwein, Mieczysław Naruszewicz, và một số nhà điêu khắc khác
- Phòng trưng bày Đồ sứ cũ và Phòng trưng bày Van Rij

## Giờ mở cửa
Bảo tàng hoạt động quanh năm. Khách tham quan phải trả phí vào cửa. Cuộcc tham quan diễn ra theo nhóm từ 4 đến 25 người, dưới sự hướng dẫn của một hướng dẫn viên.